# Contemporary Museum
Das Contemporary Museum ist ein kleines Museum für zeitgenössische Kunst in Baltimore im US-Bundesstaat Maryland.
Das Museum wurde 1989 anlässlich des ersten Day without Art (einer amerikanischen Kunstaktion zum Thema AIDS) als lokale Kunstinitiative gegründet und hatte in den ersten zehn Jahren keinen festen Ausstellungsort. Stattdessen fanden die Ausstellungen und Veranstaltungen des Museums in den Räumen von Partnerinstitutionen wie dem Baltimore Museum of Art und dem Walters Art Museum statt. 1999 erwarb das Museum ein Gebäude im Mount Vernon Place Historic District, einem denkmalgeschützten Stadtteil im historischen Kern Baltimores. Das Gebäude in der Centre Street nicht weit vom Walters Art Museum diente vorher als Bürogebäude für die Versicherung Home Mutual Life. Nach dem Umbau besitzt es eine Ausstellungsfläche von ca. 150 m2.
Pro Jahr finden drei bis vier Wechselausstellungen statt. Dabei wurden auch bekannte Künstler wie Louise Bourgeois (2006) ausgestellt, es überwiegen aber Gruppenausstellungen und Arbeiten von international noch nicht etablierten Künstlern, die oft einen Bezug zu Baltimore haben. Das Contemporary Museum wird durch Mitgliedsbeiträge, die NEA sowie lokale öffentliche Förderung und private Spenden finanziert. Das Museum wurde von 1996 bis 2002 von Gary Sangster geleitet. Nach einer Interimsbesetzung leitete Thom Collins das Haus von 2004 bis 2005 als Executive Director. Ab 2006 nahm Irene Hofmann diese Position ein. Seit dem Frühjahr 2013 bekleidet Deana Haggag die Direktorenstelle.